# William Robertson, 1. Baronet

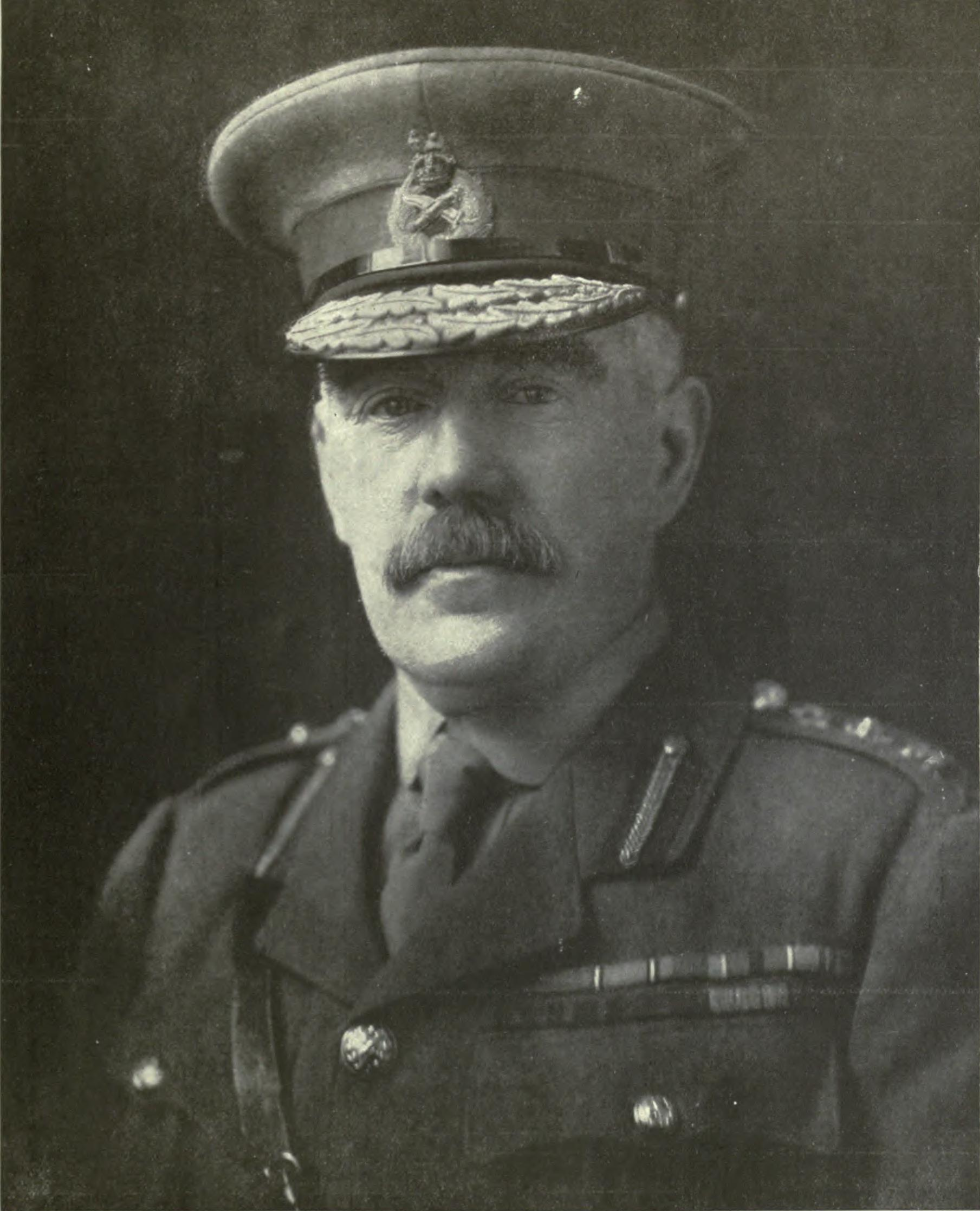
Sir William Robertson (1917)

Sir William Robert Robertson, 1. Baronet, GCB, GCMG, GCVO, DSO (* 29. Januar 1860 in Welbourn, Lincolnshire; † 12. Februar 1933 in London) war Chef des Imperialen Generalstabs und britischer Feldmarschall.

## Leben
Robertson wurde am 29. Januar 1860 als eines von sieben Geschwistern in dem kleinen Dorf Welbourn in Lincolnshire geboren. Er besuchte bis zu seinem dreizehnten Lebensjahr die Kirchenschule des Dorfes und arbeitete danach vier Jahre als Hausangestellter.
Im November 1877 trat er gegen den Willen seiner Mutter als einfacher Soldat (Trooper) in das Regiment 16th (The Queen’s) Lancers der British Army ein. 1885 hatte er bereits den Rang eines Sergeant Major erreicht. Vom Pfarrer seines Heimatortes und seinen Offizieren ermutigt, nahm er an einer Prüfung teil, die ihm den Zugang zu den Offiziersrängen ermöglichen sollte. Robertson bestand und wurde im Juni 1888 Second Lieutenant bei den 3rd (Prince of Wales’s) Dragoon Guards. Dass ein Unteroffizier in den Offiziersrang aufstieg, war für diese Zeit – vor allem in der Kavallerie – ungewöhnlich, in Großbritannien wäre es sogar unmöglich gewesen, da der Sold nicht für den von einem Kavallerieoffizier erwarteten Lebenswandel ausreichte. Robertson war zu dem Zeitpunkt jedoch in Britisch-Indien stationiert, wo größere Freiheiten bestanden sowie die Bezahlung höher und die Lebenshaltungskosten geringer waren.
Er verblieb vier Jahre beim Intelligence Corps in Shimla und wurde bei dem Versuch verwundet, das von Aufständischen belagerte Chitral zu entsetzen. Für seine Leistungen in Chitral erhielt Robertson den Distinguished Service Order. 1891 zum Lieutenant und 1895 zum Captain befördert, besuchte er von 1895 bis 1897 das Staff College in Camberley. Der Besuch des Staff College war der Karriere förderlich, und Robertson war der erste ehemalige Mannschaftsdienstgrad, der es besuchte.
Nach dem Ausbruch des Zweiten Burenkriegs wurde Robertson Aufklärungsoffizier bei General Frederick Roberts, dem Oberbefehlshaber der britischen Truppen in Südafrika. Ende 1900 erfolgte Robertsons Beförderung zum Brevet-Lieutenant-Colonel.
Nach Ende des Krieges leitete Robertson die Auslandsabteilung der Aufklärung des War Office. 1904 erreichte er den Rang eines Colonel und 1907 den eines Brigadier-General und wurde 1907 Stabschef von General Horace Smith-Dorrien. 1910 wurde er zum Major-General befördert und war von Juni 1910 bis Oktober 1913 Kommandeur des Staff College. Es folgte eine erneute Versetzung zum Leiter der militärischen Ausbildung des War Office.

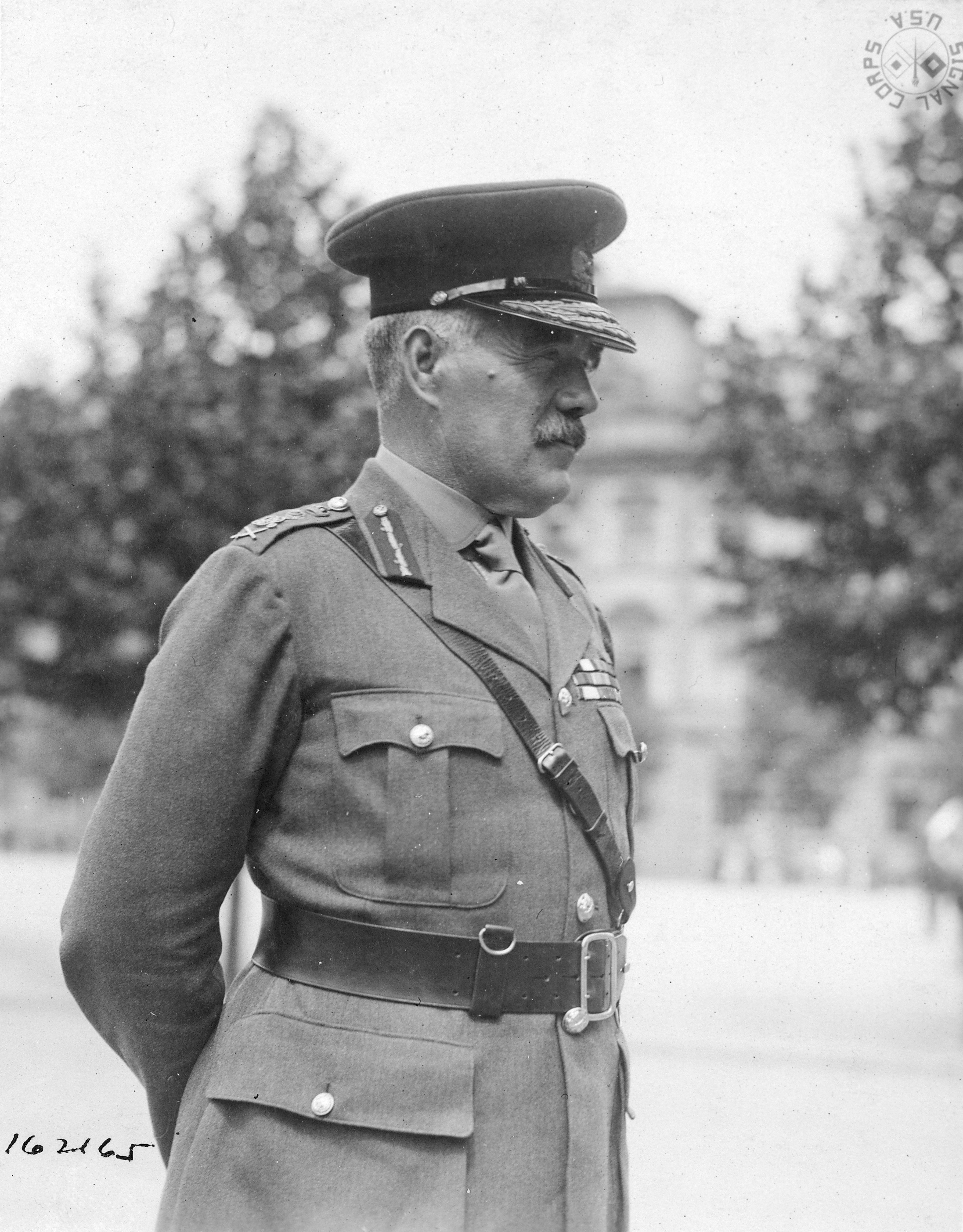
Robertson während des Ersten Weltkriegs

Im Ersten Weltkrieg bekleidete er das Amt des Generalquartiermeisters, später, ab Januar 1915, wurde er Stabschef der British Expeditionary Force. Im Oktober 1915 wurde Robertson zum Lieutenant-General und im Juni 1916 zum General befördert. Im Dezember 1915 wurde er zum Chef des Imperialen Generalstabes ernannt. In diesem Amt betätigte er sich als starker Befürworter General Douglas Haigs und war mit für den Rücktritt von Premierminister Herbert Henry Asquith verantwortlich. Robertson sah die Westfront als entscheidenden Kriegsschauplatz, während der neue Premierminister David Lloyd George der Meinung war, dass Großbritannien sich bis zum Eintreffen der Truppen aus den Vereinigten Staaten auf andere Fronten konzentrieren solle. Diese Meinungsverschiedenheit führte am 11. Februar 1918 zu Robertsons Rücktritt als Chef des Imperialen Generalstabes.
Nach dem Waffenstillstand befehligte er von 1919 bis März 1920 die Besatzungsarmee im Rheinland.
1919 sprach ihm das Parlament seinen Dank aus und gestand ihm 10.000 Pfund Sterling zu. Darüber hinaus wurde ihm am 4. Oktober 1919 der erbliche Adelstitel Baronet, of Welbourne in the County of Lincoln verliehen. Am 29. März 1920 wurde Robertson zum Field Marshal befördert. Er ist damit der einzige britische Soldat, der es vom untersten Mannschaftsdienstgrad (Trooper) zum höchsten Offiziersgrad (Field Marshal) brachte.
Robertson starb am 12. Februar 1933 und wurde auf dem Friedhof Brookwood beigesetzt. Aus seiner 1894 geschlossenen Ehe mit Mildred Adelaide Palin († 1942), Tochter des Lieutenant-General Charles Thomas Palin (1823–1892), hatte er zwei Söhne und zwei Töchter. Sein älterer Sohn, der spätere General Brian Robertson, folgte ihm als Baronet nach.

## Orden und Ehrenzeichen
- 1896: Companion des Distinguished Service Order (DSO)
- 1905: Companion des Order of the Bath (CB)
- 1910: Commander des Royal Victorian Order (CVO)
- 1913: Knight Commander des Royal Victorian Order (KCVO)
- 1915: Knight Commander des Order of the Bath (KCB)
- 1915: Großoffizier der Ehrenlegion (Frankreich)
- 1915: Alexander-Newski-Orden (Russisches Kaiserreich)
- 1917: Knight Grand Cross des Order of the Bath (GCB)
- 1917: Croix de guerre (Frankreich)
- 1917: Großkreuz des Ritterorden der hl. Mauritius und Lazarus (Italien)
- 1918: Croix de guerre (Belgien)
- 1918: Großkreuz des Orden des Weißen Adlers (Serbien)
- 1918: Orden der Aufgehenden Sonne, 1. Klasse (Japan)
- 1919: Knight Grand Cross des Order of St. Michael and St. George (GCMG)
- 1919: Army Distinguished Service Medal (Vereinigte Staaten)
- 1920: Orden der goldenen Ähre, erster Klasse (Republik China)
- 1920: Großkreuz des Orden der Krone von Italien (Italien)
- 1931: Knight Grand Cross des Royal Victorian Order (GCVO)